# Château de La Boissière (Mayenne)
Pour l’article homonyme, voir Château de La Boissière.
Le château de La Boissière est situé sur la commune de La Boissière, dans le département de la Mayenne et la région des Pays de la Loire

## Situation
Il est situé à 500 mètres du bourg.

## Nom
- La « tour de Saint-Christophe de la Boissière », est expression qui désigne probablement pour l'Abbé Angot, le château, la paroisse étant quelquefois elle-même nommée Saint-Christophe-de-la-Boissière[1].

## Historique
René-Jean Pommerais, juge de paix à Craon, découvrit vers 1860, dans le champ des Fontenelles près du château de la Boissière, une enceinte de mégalithes,.
La châtellenie de la Boissière, improprement qualifiée, car elle n'avait ni foires, ni sceaux de contrats, était annexée au château et tenue à foi et hommage lige de la châtellenie de Savonnières. Le château fut au nombre des places fortes occupées par les Anglais, de 1356 à 1361.. La seigneurie fut réunie en 1764 à la châtellenie de Coulonges, en Châtelais.
Au XIIe siècle, il n'y avait qu'une tour de guet utilisée par les soldats défendant le duché d'Anjou contre la duché de Bretagne. Elle a été édifiée à niveau d'un gué permettant de franchir la rivière locale, le Chéran. L'accès aux étages de la tour se faisant par des échelles intérieures.[réf. nécessaire]
Vers le XIVe siècle, la tour devient château par une adjonction au sud, apportant une grande pièce à chaque étage, ainsi qu'un grand escalier dans une tourelle.[réf. nécessaire]
On lui reconnaît au XVIIIe siècle comme domaine immédiat : la métairie de la Boissière, le moulin de la Chapellière, le taillis de Bois-Robert, et l'étang de la Queille (12 journaux) ; comme droits utiles ou féodaux, ceux de deshérance, de bâtardise, de confiscation, la mouvance des fiefs du Bignon et de la Morandière, les cens ; enfin les droits honorifiques ordinaires des seigneurs fondateurs et patrons. 
Enfin vers la fin du XIVe siècle, une tour de remplissage vient donner au château sa forme carré actuelle, en y apportant des latrines. Jouxtant le château, un ancien rempart est arasé au XVIIe siècle pour y construire un corps de ferme.[réf. nécessaire]
Le château, dont il reste un corps de bâtiment très élevé, trouvait sa défense dans les larges douves qui l'entouraient, encore apparentes d'un côté. 
Les d'Angennes visitèrent quelquefois cette forteresse. Jacques d'Angennes y était le 7 juin 1550. A partir du XVIIe siècle, le châtelain ou fermier y réside. Renée Marcillé, dame de Malaunay, y meurt en 1612 et se fait enterrer dans l'église de Saint-Clément de Craon. Simon Gasset et Renée Guillon sont fermiers en 1631, et René Vallot, sieur du Mesnil, mari de René Bouchard, en 1699.
Le monument fait l’objet d’une inscription au titre des monuments historiques depuis le 16 janvier 1987.
Château privé ouvert à la visite certains jours d'été 

### Sources et bibliographie
- « Château de La Boissière (Mayenne) », dans Alphonse-Victor Angot et Ferdinand Gaugain, Dictionnaire historique, topographique et biographique de la Mayenne, Laval, A. Goupil, 1900-1910 [détail des éditions] (BNF 34106789, présentation en ligne)